# アニー・ソーシャル
アニー・ソーシャル（Annie Social、女性、1982年1月28日 - ）は、アメリカ合衆国のプロレスラー。ペンシルベニア州フィラデルフィア出身。

## 経歴
2001年デビュー。地元のWEWなどで活動。
2007年12月22日、ニュージャージー州の女子団体であるWSUに初参戦。ロキシー・コットンと「ザ・ビートダウン・ベティーズ」を組み、2009年にはWSUタッグ王座を獲得した。
同年、SHIMMERにメラニー・クルーズのマネージャーとして初参戦。
2010年1月9日、同州の団体であるJAPW初参戦。坂井澄江に勝利する。5月22日にはサラ・デル・レイが持つJAPW女子王座に挑戦したが、敗退。
4月のSHIMMERでは選手として初めてリングに上がり、クルーズとタッグを組んだ。
2011年5月15日、同年に日本で旗揚げされたワールド女子プロレス・ディアナの川崎市体育館大会に参戦。6月5日、ディアナと契約。一時帰国してディアナ・アメリカとして活動後、日本に定着参戦したが、現在は再び離脱している。
女優としてイタリア映画「kingom of gladiators」にも出演している。

## 得意技
- Beatdown
- Rat Trap
- Social Disorder

## 獲得タイトル
- WEWタッグ王座
- WSUタッグ王座（w/ロキシー・コットン）
- PWU女子王座
- ACPW女子王座